# Харківський завод транспортного устаткування
Харківський завод транспортного устаткування — один з найбільших виробників обладнання для нафтогазової промисловості. На підприємстві виробляється спецтехніка, яка використовується при освоєнні та капітальному ремонті нафтових і газових свердловин, транспортуванні й зберіганні різного роду нафтопродуктів, комунальна спецтехніка.

## Історія

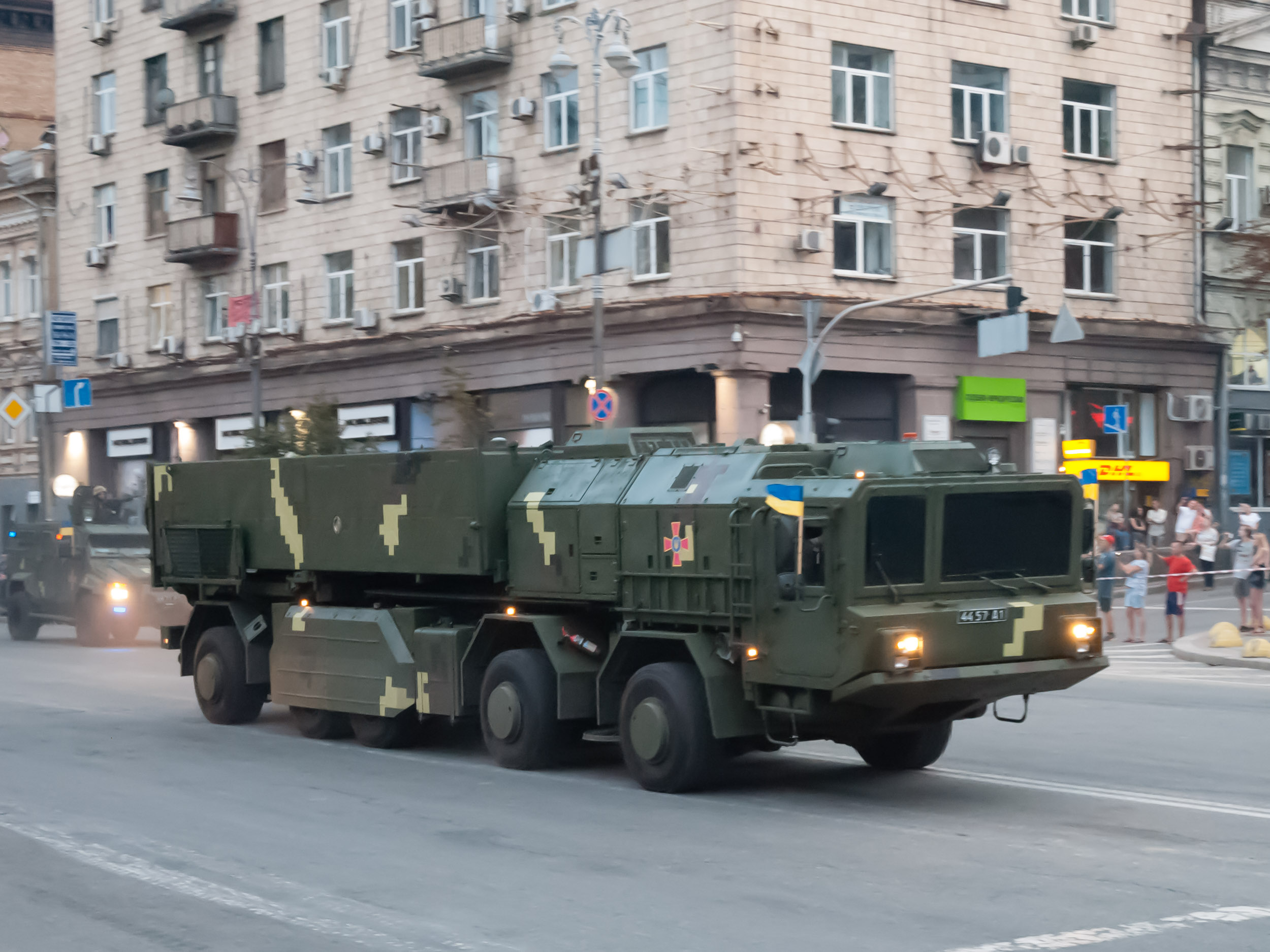
Шасі 10х10 виробництва заводу, 2018 р.

Харківський завод транспортного устаткування був утворений 7 вересня 1943 на базі Основ'янського котельнозварювального заводу.
До 1948 року завод, в основному, виготовляв бочки та резервуари різної ємності. У 1949—1950 роках заводом було опановано виготовлення автобензозаправників і автоцистерн.
У 60-х роках XX століття завод почав залучатися до виконання оборонних замовлень, зокрема колісної заправної техніки, обладнання для наземної інфраструктури ракетних і ракетно-космічних комплексів.
У 1964 році завод увійшов до складу Міністерства загального машинобудування СРСР і від того часу до 1991 року був великим оборонним підприємством. Автопаливозаправники АЦ-7-4310 та паливозаправники ТЗ-2-66Д для аеромобільних військ до теперішнього часу знаходяться на озброєнні.
Так завод розробив і поставив безліч спеціальних систем та агрегатів для ракетних і ракетно-космічних комплексів, а саме — виготовив низку комплектів обладнання для ракетно–космічного комплекса Циклон-4 (Україна-Бразилія) та ін., у тому числі системи передстартової підготовки та наземної інфраструктури всіх комплексів стратегічного й космічного призначення, які знаходились і на сьогодні знаходяться в експлуатації.
З 90-х років одним з основних напрямів діяльності стає забезпечення різноманітним обладнанням нафтогазової промисловості.
На сьогодні завод здійснює розробку конструкторської документації, виробляє та поставляє обладнання для нафтогазовидобувної галузі та спеціальних систем з космічних програм.
Наприкінці 2017 року було продемонстроване перше шасі виготовлене в Україні з колісною формулою 10х10 для ракетного комплексу «Грім-2» виробництва заводу у кооперації з ДП «Харківське конструкторське бюро з машинобудування ім. А. А. Морозова».
В червні 2019 року Фонд державного майна України включив до переліку малої приватизації 9 підприємств “Укроборонпрому”, серед яких і це підприємство.

## Продукція
Номенклатура продукції заводу включає в себе наступні основні напрями виробництва:
- Нафтогазопромислове обладнання й спецтехніка
- Паливозаправна техніка, причепи-цистерни
- Резервуари для зберігання світлих нафтопродуктів
- Комунальна спецтехніка
- Посудини кріобіологічні (Дьюара)